# Complejo arqueológico Chotuna Chornancap
El complejo arqueológico de Chotuna-Chornancap se sitúa en el distrito de Lambayeque, en la provincia y el departamento homónimos, en el Norte del Perú. Se halla a 8 km al oeste de la ciudad de Chiclayo. Se trata de los restos de un conjunto de pirámides truncas y recintos (antiguamente acompañados de áreas residenciales y cementerios), en el que destacan dos pirámides o huacas: Chotuna y Chornancap, la primera de ellas relacionada con la leyenda de Naylamp.
Se sostiene que fue el centro ceremonial de la cultura lambayeque, una de las culturas del Antiguo Perú, que se desarrolló entre los años 700 a 1300 de nuestra era. Posteriormente se sucedieron la ocupación chimú e incaica. En 2011 se descubrió, en una de sus estructuras, la tumba de la llamada sacerdotisa de Chornancap.

## Estudios

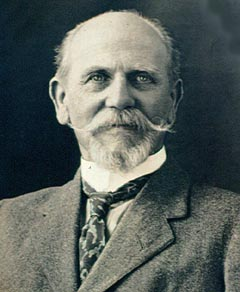
Enrique Brüning, el primero en investigar en la huaca Chotuna.

En 1873, Thomas Hutchinson, realiza por primera vez una descripción de Chotuna como resultado de su breve visita al lugar.
La huaca Chotuna fue investigada entre las décadas de 1910 y 1920 por Enrique Brüning, quien la identificó con Chot, el lugar mencionado por el cronista Miguel Cabello Valboa como el sitio donde fue guardado el ídolo Yampallec, de acuerdo a la leyenda de Naylamp. Aunque Brüning cambió después de opinión, la creencia popular sigue identificando a la Huaca Chotuna con la mítica Chot y supone que Naylamp y sus descendientes se hallan todavía en sus profundidades.
Luego Chotuna y su vecina Chornancap fueron visitadas por Hermann Trimborn y Jorge Rondón (1972); el primero dejó comentarios históricos y descriptivos sobre ambos monumentos.
Entre los años 1980 y 1982, Christopher B. Donnan realizó investigaciones en el sitio y reveló los primeros mapas del área. Él fue quien descubrió las pinturas murales de Chornancap.
Donnan (1989) presenta los resultados del estudio realizado en el complejo arquitectónico Chotuna-Chornancap. Para el caso de Chotuna, establece una cronología de ocupación de tres fases sucesivas, utilizando la seriación de cerámica y de adobes, estratigrafía, secuencia de construcción arquitectónica y fechados de radiocarbono 14.

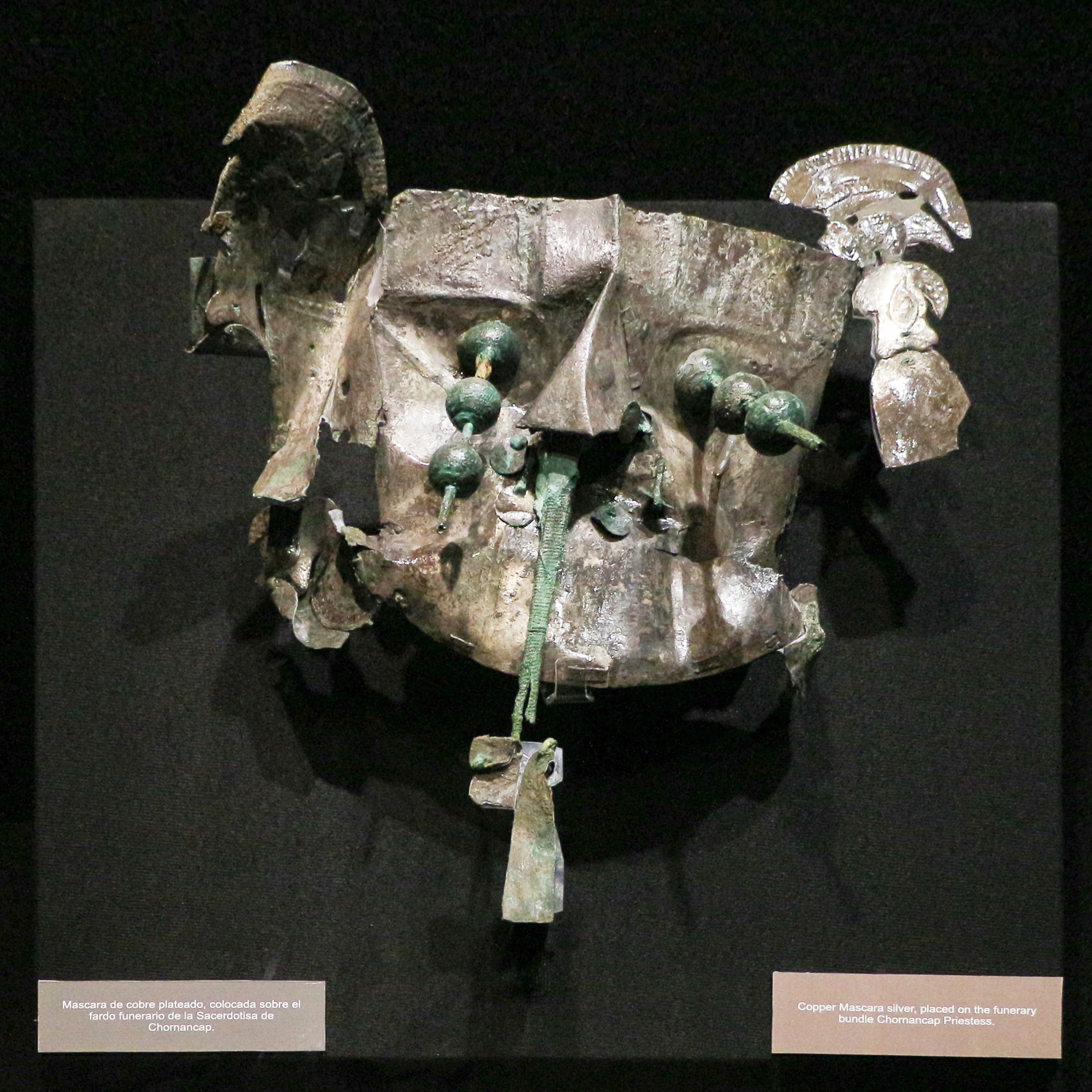
Masca funeraria hallada en Chornancap. Museo Arqueológico Nacional Brüning

En el 2006 se inició el Proyecto Arqueológico Chotuna-Chornancap a cargo del arqueólogo Carlos Wester La Torre, director del Museo Arqueológico Nacional Brüning en Lambayeque, con el apoyo del Estado peruano a través del Ministerio de Cultura del Perú. Se puso al descubierto una compleja estructura arquitectónica, situada a 80 metros al sur de la huaca Chornancap, donde el 18 de octubre de 2011 se desenterró la tumba de la sacerdotisa de Chornancap.
En agosto de 2012 se dio a conocer un hallazgo de una tumba bajo los restos de la sacerdotisa de Chornancap, acompañada de rico ajuar, por lo que se presume que se trataba también de un personaje importante.  Alberga los restos de un individuo masculino de 30 a 40 años de edad en posición decúbito dorsal extendido en eje este-oeste (mirando al oeste). No se halla envuelto en un complejo fardo como el caso anterior. Sin embargo, se encuentra rodeado de acompañantes y ofrendas, entre las que destacan diez bivalvos de conchas (Spondylus prínceps), así como un bivalvo con concreciones de cinabrio (Wester, 2016).
En julio de 2016 se retomaron las investigaciones en el complejo arqueológico, con excavaciones en la huaca Susy, aledaña a la huaca Chotuna.
En septiembre de 2016, se dio a conocer el descubrimiento de un agrupamiento de 17 entierros prehispánicos en Chornancap, destacando uno de ellos, al parecer perteneciente a un personaje principal, rodeado de objetos cerámicos, y flanqueado por los restos de dos niños con los pies amputados. Data de los siglos XV y XVI (época de la ocupación chimú-inca).

## Cronología
Chotuna-Chornancap pasó por tres periodos: 
- 700-1300. Centro ceremonial de la cultura Lambayeque
- 1300-1470. Ocupación chimú
- 1470-1532. Ocupación incaica.

## Descripción
El complejo Chotuna-Chornancap conserva parte de su monumentalidad, pese al tiempo transcurrido. Se extiende sobre una llanura de aproximadamente 95 hectáreas.
Posibles áreas residenciales circundantes a las construcciones monumentales
Carlos Wester la Torre, propuso, que además de las construcciones monumentales actualmente visibles, el complejo arqueológico habrían estado lleno de áreas residenciales menores y cementerios, evidenciados en sectores donde se encontraron restos de osamentas humanas, de fragmentería, de cerámica dispersa e intensa actividad doméstica. Esto pudieran ser clasificatorios para considerar al complejo arqueológico como un antiguo centro no solo ceremonial sino administrativo.

### Huaca Chotuna
Chotuna es un conjunto de restos de pirámides escalonadas (huacas), palacios y recintos amurallados, construidos en adobe.
Su principal construcción es una pirámide escalonada de unos 40 metros de altura, rodeada por una rampa que empieza en su frente oeste y que lo rodea por sus lados oeste, norte y este, hasta llegar a su cima.
Hacia el oeste, por el lado de la rampa, se aprecia una estructura rectangular, posiblemente sede de los talleres artesanales.
Hacia el sureste se ven grandes recintos amurallados, construidos en adobe, que probablemente eran el sitio donde se reunía la gente.
Hacia noreste se encuentran estructuras menores, a las que se les ha bautizado con los nombres de Huaca de los Frisos, Huaca Susy, Huaca de los Sacrificios y Huaca de la Ola Antropomorfa.
Varias de las construcciones se hallan totalmente arruinadas. Es de destacar sus relieves murales, similares a los de la Huaca Arco Iris, del valle de Moche.

### Huaca Chornancap

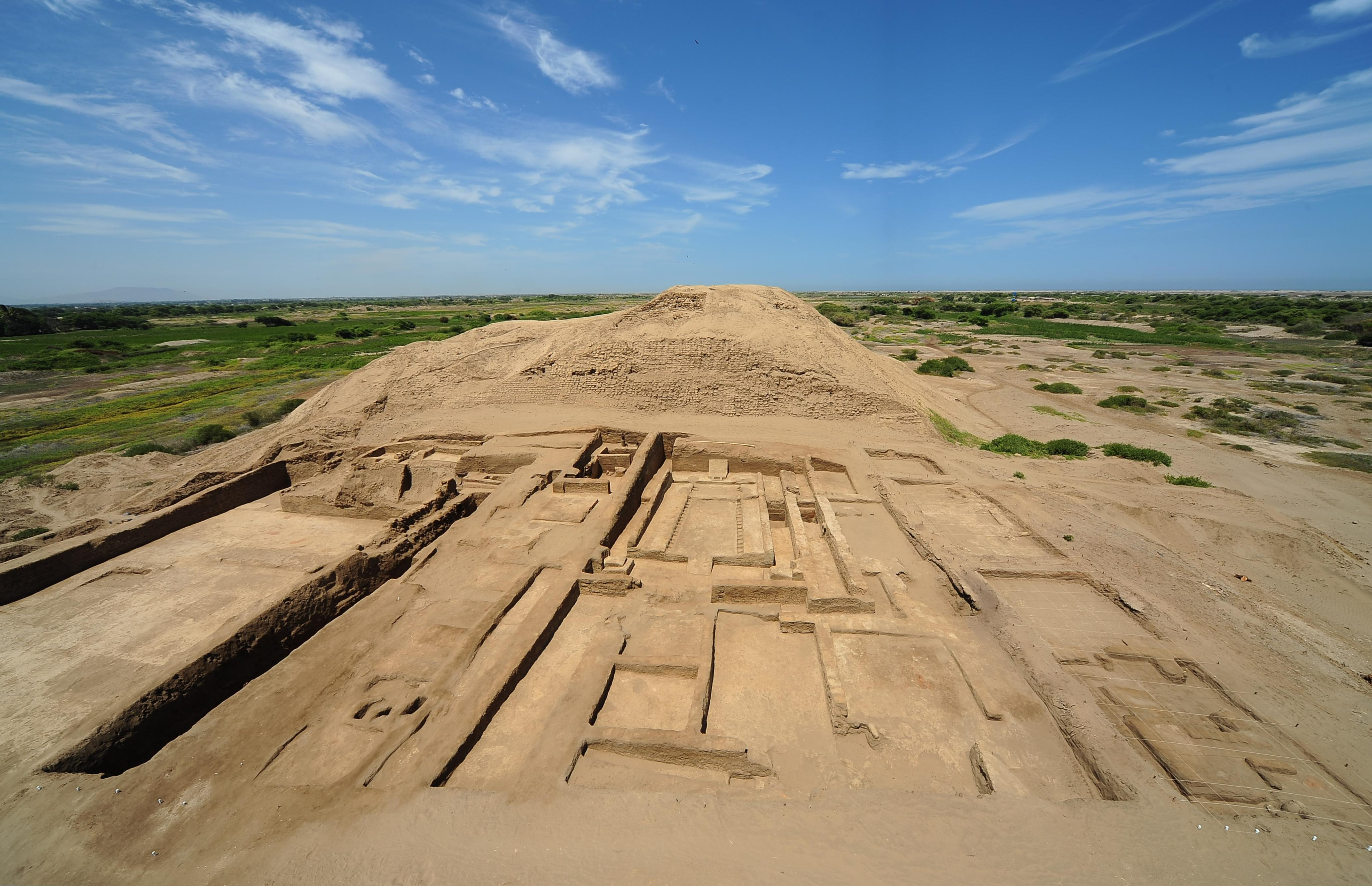
Excavación en Chornancap norte.

Chornancap se halla a 1.5 km al oeste de Chotuna. Su principal construcción es una pirámide trunca, con planta en forma de T, con 3 plataformas superpuestas conectadas con una rampa central que conduce a la cima.
En el lado norte de la huaca, donde se abría paso un corredor, Donan desenterró una serie de estructuras arquitectónicas, determinando sus fases sucesivas de ocupación y remodelaciones. Destaca un patio decorado con pinturas murales, que representan figuras que evocan las actividades de la época, con iconografía típicamente lambayeque. Se usaron seis pigmentos de origen mineral: rojo, amarillo, verde oscuro, verde claro y negro.
Unos 80 metros hacia el sur de la huaca, se halla un montículo, el cual fue ampliamente excavado por el proyecto arqueológico iniciado en el 2006. Se desenterró una estructura arquitectónica a la cual se ha convenido en llamarla palacio. Fue en el área ritual o ceremonial de dicho “palacio” donde en el 2011 se descubrió la tumba de la sacerdotisa de Chornancap.

## La sacerdotisa de Chornancap

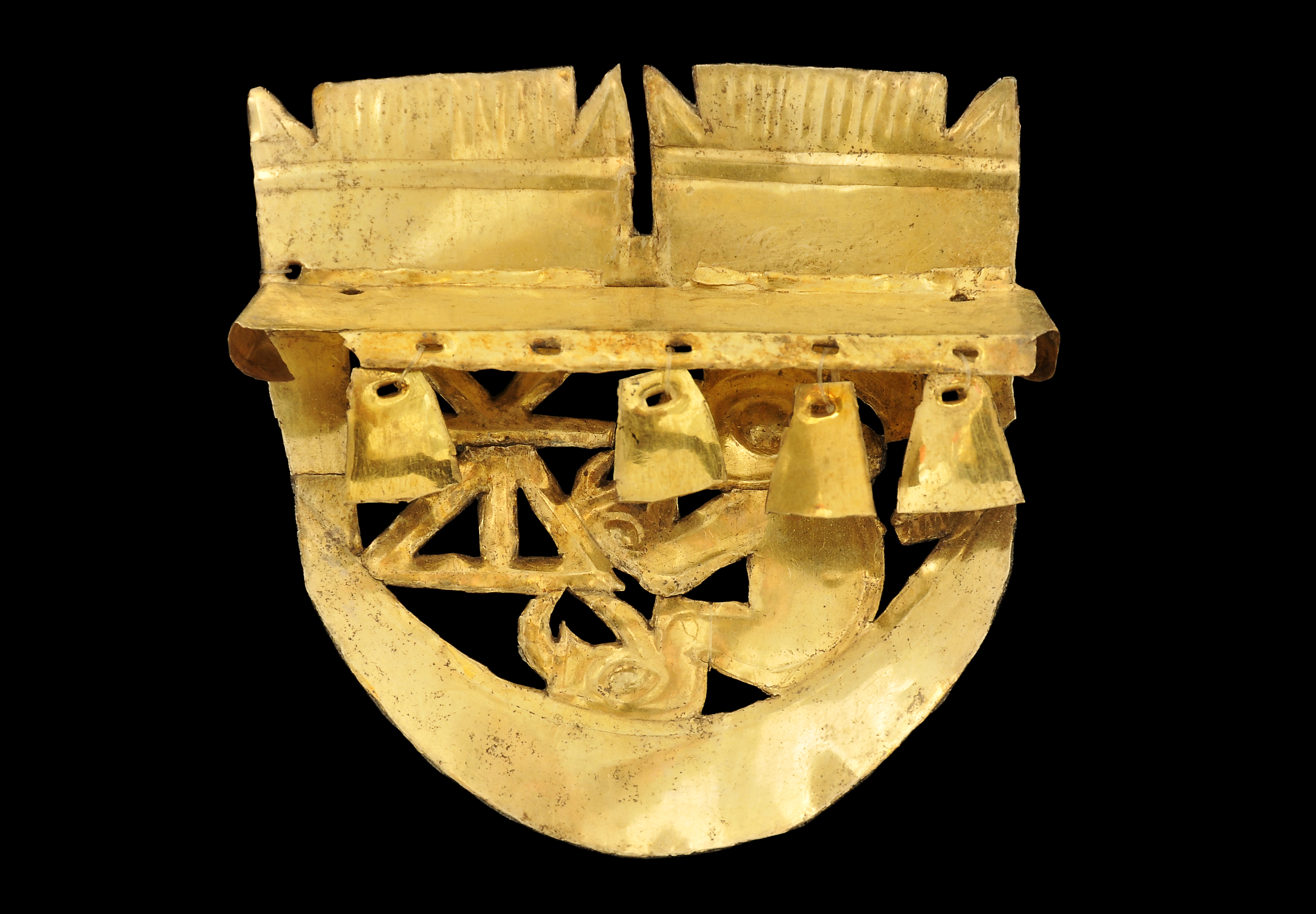
Corona. En este detalle de la diadema se puede apreciar la imagen de la Sacerdotisa de Chornancap sentada frente al telar.

En octubre de 2011 los investigadores del proyecto arqueológico Chotuna-Chornancap descubrieron la tumba de un personaje femenino, el cual llevaba gran cantidad de brazaletes y sortijas en los brazos y dedos, elaborados con diminutas cuentas de chaquiras, así como narigueras, orejeras, vasos ceremoniales, cetro, corona y máscara, labrados en oro y plata.
El hipotético rostro de la sacerdotisa de Chornancap ha sido reconstruido por el antropólogo forense Daniel Fairbanks. En la actualidad, su ajuar funerario y los detalles de su descubrimiento se exhiben en el Museo Brüning de Lambayeque. El cuerpo de la sacerdotisa estaba cubierto con dos mantos con aplicaciones de discos lunares de cobre, dibujados con la ola mítica de esta cultura asociada al mar.

## Museo de sitio
El Museo de Sitio Chotuna-Chornancap fue inaugurado el 19 de septiembre de 2009. Su entrada es una reproducción de la fachada de la huaca de los Frisos (Chotuna). Además de las muestras de cerámica y orfebrería, así como de cuerpos momificados, cuenta con representaciones gráficas, en óleos y en maniquíes, de diversas escenas de la historia prehispánica lambayeque, como el desembarco del Naylamp.